# Phyllothalestris mysis
Phyllothalestris mysis is een eenoogkreeftjessoort uit de familie van de Thalestridae. De wetenschappelijke naam van de soort is voor het eerst geldig gepubliceerd in 1863 door Claus.